# Salonsaari (ö i Södra Savolax, Pieksämäki)
Salonsaari är en ö i Finland. Den ligger i sjön Pieksänjärvi och i kommunen Pieksämäki i den ekonomiska regionen  Pieksämäki ekonomiska region  och landskapet Södra Savolax, i den centrala delen av landet, 270 km nordost om huvudstaden Helsingfors. Öns area är 17,9 hektar och dess största längd är 1,2 kilometer i sydöst-nordvästlig riktning.